# Mary Nisbet
Pour les articles homonymes, voir Nisbet.
Mary Nisbet dite Lady Elgin (née le 18 avril 1778 et morte le 9 juillet 1855), première épouse du diplomate Thomas Bruce, 7e comte d'Elgin, est une femme de lettres britannique.

## Famille et enfance
Mary Nisbet, considérée comme très belle, était la fille unique d'un très riche propriétaire terrien de Dirleton en Écosse William Hamilton Nisbet et de Mary Manners, fille du 2e duc de Rutland. Leur fortune aurait rapporté £18 000 par an,,,.

## Mariage avec Lord Elgin

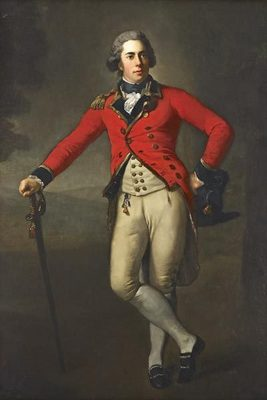
Thomas Bruce, le 7e comte d'Elgin

Fin 1798, avant de partir pour son ambassade auprès de l'Empire ottoman, Thomas Bruce, le 7e comte d'Elgin qui avait besoin pour des raisons protocolaires d'une épouse sollicita les différentes familles de la Fife où étaient ses terres. Il finit par jeter son dévolu sur Mary Nisbet. Il l'épousa le 11 mars 1799,,. Thomas Bruce était alors un des plus grands seigneurs de la région. Il avait fait des études prestigieuses : Harrow, St Andrews et la Sorbonne. Il était colonel de son régiment. Il était aussi un des seize pairs désignés pour représenter l'Écosse à la Chambre des lords. Enfin, il avait entamé une brillante carrière diplomatique : Vienne, Bruxelles et Berlin.
La fortune de la famille Nisbet n'était pas un détail pour Elgin qui se trouvait déjà très endetté : il avait beaucoup dépensé pour les débuts de sa carrière diplomatique mais aussi pour le réaménagement de la résidence familiale de Broomhall. Elle avait été construite pour Charles Bruce, le 5e comte d'Elgin, par John Adam. Thomas Bruce la fit raser et fit construire à partir de 1796, un bâtiment plus grand, plus grandiose, dans le goût néoclassique. Il engagea l'architecte Thomas Harrison. Sa fortune ne fut cependant pas suffisante pour couvrir les coûts exorbitants des travaux ; Elgin emprunta et s'endetta, sans réussir à rembourser ; la fortune Nisbet était donc la bienvenue,.
La jeune femme avait 21 ans et Elgin près de 33 ans. Elle avait hésité avant d'accepter de l'épouser, principalement car elle craignait le voyage en temps de guerre à travers l'Europe et le séjour prolongé dans l'Empire ottoman. Elgin proposa de renoncer à son poste d'ambassadeur et les parents de la jeune femme surent lui montrer l'avantage pour une famille bourgeoise de contracter un mariage avec une famille de la haute noblesse. Lord Elgin obtint cependant du Foreign Secretary de retarder un peu son départ afin qu'il s'accoutumât à la vie maritale. Les époux semblent avoir eu dans les premiers temps une relation faite d'affection, pouvant laisser supposer que le mariage n'était pas qu'un mariage de raison.
Ils eurent deux fils et trois filles. Leur premier fils naquit à Constantinople en avril 1800.

## Ambassade à Constantinople
Les lettres de Lady Elgin à ses parents fournissent une source inestimable pour la période de l'ambassade à Constantinople.

### Long voyage
En août 1799, l'ensemble des membres de l'ambassade étaient réunis à Portsmouth pour embarquer sur la frégate HMS Phaeton, commandé par James Nicoll Morris (en). En effet, le Royaume-Uni étant en guerre, il fallait protéger l'ambassadeur et sa suite. Le navire était d'ailleurs armé en guerre et était fort peu confortable pour l'ensemble de ses passagers : Lord et Lady Elgin, les deux secrétaires particuliers William Richard Hamilton et John Philip Morier, le chapelain Philip Hunt, le professeur Joseph Dacre Carlyle, le médecin McLean, le courrier Duff, trois femmes de chambre de Lady Elgin et des bonnes et des chiens en nombre indéterminé. Hunt raconte dans une lettre comment les cinq hommes de la suite (Duff exclu) partageaient un compartiment avec treize grosses malles et de très nombreuses petites, la bibliothèque de voyage, des couvertures, des tapis, des balais et un canon de 18 livres et ses munitions. Le plus gros des bagages (carrosse, pianos, meubles, vaisselle et cadeaux à destination de l'administration ottomane) avec le reste des domestiques avait déjà été envoyé sur un gros navire de commerce. Le 3 septembre 1799, le navire appareilla.
En septembre 1799, Lady Elgin était enceinte de deux mois. Dès les premières heures du voyage en mer, son état devint évident : elle fut immédiatement malade. Le médecin de l'ambassade ne put rien pour elle. Il fallut se résoudre à faire aussi souvent que possible des escales aussi longues que nécessaires pour lui permettre de se remettre. La première escale, à Lisbonne, dura quelques jours. L'ambassadeur et sa suite furent reçus par les officiers britanniques stationnés dans la capitale portugaise. Le Phaeton repartit lorsque Lady Elgin se sentit mieux. En approchant du détroit de Gibraltar, le navire se prépara au combat. En effet, il restait un navire de guerre et devait soit anticiper une mauvaise rencontre, soit envisager la nécessité d’arraisonner des navires ennemis. Et ainsi, les 20 et 21 septembre, sans tenir compte de l'état de Lady Elgin, deux navires non identifiés furent pris en chasse et abordés ; ils se révélèrent neutres. L'escale suivante fut Gibraltar. À nouveau, les officiers britanniques jouèrent les hôtes. Plusieurs grandes réceptions furent organisées et la grotte de Saint Michel fut spécialement illuminée pour Lady Elgin.
La traversée entre Gibraltar et la Sicile, nouvelle escale sur la route de Constantinople, prit trois jours. Le Phaeton toucha Palerme tout juste un mois après avoir quitté Portsmouth. Les Elgin s'installèrent pour un séjour plus long, dans un palais voisin de celui que partageaient William Hamilton, l'ambassadeur de Grande-Bretagne auprès du royaume de Sicile, son épouse Lady Hamilton et l'amant de celle-ci Lord Nelson. Quelques jours après leur arrivée, ils furent invités par la reine Marie-Caroline qui désirait rencontrer Lady Elgin. Cela ne fut pas sans causer des difficultés à la jeune femme qui n'avait pas les tenues appropriées pour une réception à la cour. L'aide de Lady Hamilton lui fut alors précieuse. Lord Elgin et sa suite restèrent quinze jours à Palerme. La dernière étape fut ponctuée de multiples escales sur les îles de l'Égée où les hommes s'adonnèrent principalement à la chasse, à la grande impatience de Lady Elgin, toujours aussi malade. Le Phaeton arriva enfin à l'entrée des Dardanelles et relâcha à Ténédos pour attendre le navire qui devait accueillir l'ambassadeur britannique (et des vents favorables pour permettre à la frégate de remonter les détroits).

### Réception à Constantinople
La réception du nouvel ambassadeur et de son épouse fut grandiose. Le navire amiral de la flotte ottomane, le Sultan Sélim, un navire de ligne de 132 canons, construit en France, commandé par le Capitan pacha, attendait à l'entrée des Dardanelles. Le couple Elgin passa à bord et fut ébahi par la munificence déployée. Les cabines décorées d'armes damasquinées étaient meublées de sofas couverts de soie brodée d'or et d'armoires japonaises. Le dîner fut servi dans de la porcelaine de Dresde et le café présenté dans des tasses ornées de diamants. L'amiral ottoman offrit aux Elgin un modèle réduit du Sultan Sélim, fait de rubis et émeraudes ; trois boîtes de parfum et des châles indiens. Vingt-cinq moutons, six bœufs, du pain et des fruits frais furent transbordés sur le Phaeton pour permettre à l'équipage de festoyer.
Les Britanniques ne se rendirent pas immédiatement dans la capitale ottomane. Ils firent une nouvelle escale, avec une excursion à dos d'âne sur la plaine de Troie. Débarquant près du site de Sigée, le couple Elgin, le capitaine Morris, le major Fletcher (envoyé par le général Koehler qui commandait la mission militaire britannique), Carlyle, Hunt, Morier, McLean, une des femmes de chambre de Lady Elgin appelée Masterman et un domestique grec, se rendirent sur un site qui fut identifié comme celui de Troie. Lord Elgin profita de cette excursion pour acquérir ses premiers marbres, au village de Yenice. Lady Elgin, enceinte de quatre mois réalisa dans la journée cette promenade de plus de 22 miles.
Une semaine après son entrée dans les détroits, la frégate toucha Constantinople, près de deux mois après avoir quitté Portsmouth. Le couple Elgin fut porté jusqu'à l'ambassade (le Palais de France, libre de ses occupants en raison du conflit franco-ottoman) sur des trônes dorés. Les quinze jours suivants furent marqués par des visites de courtoisie de multiples hauts fonctionnaires ottomans, apportant des cadeaux somptueux : l'un accompagné de 90 serviteurs portant des plateaux de fleurs, fruits et douceurs, un autre se contentant de 30 serviteurs à plateaux. Lord Elgin participait lui aussi à cet échange de cadeaux, offrant montre en or, paire de pistolets ou bijoux aux fonctionnaires et petite babiole aux serviteurs. Fin novembre, l'ambassadeur fut reçu par le Caïmacan pacha qui remplaçait le Grand Vizir qui commandait l'armée en Syrie puis par le Sultan lui-même pour lui présenter ses lettres de créance. Lady Elgin voulut absolument assister aux cérémonies, interdites aux femmes. Un stratagème fut alors imaginé, avec l'accord du Caïmacan pacha : elle devrait être habillée en homme ; elle fut inscrite sur la liste en tant que « Lord Bruce, un jeune homme noble ».
Le jour de l'audience auprès du Caïmacan pacha, l'ambassadeur fut accompagné par un important cortège auquel vinrent s'ajouter plusieurs centaines de soldats et serviteurs : il fallut louer un grand nombre de chevaux et bateaux pour traverser vers le Sérail. Le soir un grand bal fut donné à l'ambassade. Trois jours plus tard, pour l'audience auprès du Sultan, toutes les ambassades occidentales contribuèrent au cortège en fournissant chevaux, bateaux, carrosses, chambellans et domestiques. Une troupe de 2 000 janissaires ouvrait la marche. Les Britanniques partirent dès l'aube car le protocole exigeait que le Sultan fit attendre les Occidentaux plusieurs heures à l'entrée de la ville, puis à l'entrée du quartier du Sérail, à l'entrée du palais de Topkapı et enfin dans l'antichambre, signe du mépris d'usage qu'il avait pour eux. Les Ottomans précisèrent cependant que ces insultes apparentes n'étaient qu'une question d'étiquette. Pendant les heures d'attente, des cadeaux furent apportés : de nombreuses luxueuses pelisses et un repas de 26 plats servis sur des plateaux d'argent. Enfin, Elgin, « Lord Bruce » et onze autres furent admis en présence du Sultan, surveillés par les eunuques blancs, les épaules et le cou tenus par les gardes. Après tout le luxe auquel ils avaient été habitués, la salle du trône les déçut. Elle était petite, mal éclairée, avec des fenêtres donnant apparemment sur un poulailler. Le divan du Grand Seigneur ressemblait selon Lady Elgin à « un bon gros lit anglais ». Les échanges de compliments furent formels et courts, mais malaisés car l'étiquette exigeait aussi qu'aucun étranger se s'adressât directement au Sultan. Lors de deux audiences, on procéda à des échanges de cadeaux. Elgin avait apporté trois sacs de brocart : deux pour ses lettres de créance pour le Grand Vizir et le Sultan et un pour le traité d'alliance. Le Caïmacan pacha lui offrit des pelisses et un cheval avec son harnachement en or. Les cadeaux du Sultan avaient été offerts lors de l'attente. Elgin pour sa part offrit plusieurs pendules, un chandelier, une boîte émaillée et plusieurs mètres de tissus précieux au Grand Seigneur. Les autres hauts fonctionnaires reçurent des pierres précieuses, des tissus (Elgin en offrit près de 900 mètres), des fourrures, des pendules, des montres, des pistolets, etc. Au total, ces cadeaux lui coûtèrent 7 000 £. Après la fin du bal organisé pour célébrer sa réception par le Sultan, Elgin envoya la facture au Foreign Office.

### Vie dans la capitale ottomane
Une bonne partie de la diplomatie à la fin du XVIIIe siècle se déroulait lors de la vie mondaine. L'ambassade d'Elgin à Constantinople ne fit pas exception à la règle. Son mariage lui avait aussi permis, c'était un de ses buts, d'avoir une hôtesse qui recevrait. Fêtes, bals, concerts, soirées où le whist régnait en maître constituaient le quotidien de la communauté diplomatique dans la capitale ottomane. Les délégations des diverses puissances occidentales rivalisaient de faste pour les réceptions. Lord Elgin n'avait qu'une exigence : le respect du dimanche durant lequel il refusait danse et parties de cartes. Lady Elgin se plaignait d'avoir à constamment recevoir, même s'il semble que cela ne lui ait au fond pas déplu. Celle-ci était aussi devenue amie avec la sœur du Capitan pacha. Les deux femmes se rendaient de fréquentes visites. Il arriva que Lord Elgin trouvât sa femme, habillée en Turque, parmi les femmes du harem lorsqu'il rendait visite au grand amiral ottoman. La faveur dont jouissait l'épouse de l'ambassadeur auprès d'une des femmes les plus influentes de la capitale suscita de fortes jalousies dans la communauté féminine occidentale. En avril 1800, naquit le premier fils du couple. Peu de temps après, les parents de Lady Elgin, vinrent, comme ils lui avaient promis, lui rendre visite. Ils restèrent près d'un an.
Cependant, tout n'était pas si agréable. Les journées de l'ambassadeur étaient très longues et Lady Elgin se retrouvait parfois seule très longtemps. Les épidémies qui infestaient régulièrement la capitale touchaient aussi le couple Elgin. Des deux, Lord Elgin, déjà atteint par une infection de longue durée, souffrit le plus. Il attrapa une maladie de peau qui lui fit perdre une partie du nez et le laissa définitivement défiguré.
Après la victoire définitive des troupes britanniques contre les Français en Égypte, les époux Elgin furent fêtés par les autorités ottomanes. Lady Elgin reçut l'honneur inédit d'être invitée à rencontrer Mihrişah Sultan (en), la Sultane validé, chez qui elle fut escortée par une troupe d'eunuques noirs. Constantinople fut illuminée pendant sept jours et tous les soirs un feu d'artifice était tiré. Les Elgin louèrent un bateau afin de profiter au mieux des célébrations. En guise d'apothéose, le Sultan sortit de son palais et se montra à son peuple. Ce fut alors que Lady Elgin commit le sacrilège de faire passer sa barque devant le Sultan (l'obligeant donc à jeter les yeux sur un étranger). Il la salua aimablement et lorsqu'elle s'éloigna, Sélim III prit son télescope pour continuer à l'observer. Le protocole s'était d'ailleurs assoupli au point où elle put saluer ses amies du harem qui apparaissaient aux fenêtres

### Voyage en Grèce
Elle accompagna un temps son époux, au Levant, lors de son ambassade à Constantinople. Elle fut même reçue par le sultan Sélim II. Elle était avec lui à Athènes en 1802, et passa par les îles de l'Égée lors de ce voyage : Ténédos (fin mars 1802), Salamine (mai 1802), Kéa (juin 1802), Tinos, Mykonos, Délos, Rhénée, Paros, Antiparos (juillet 1802).
Elle fut choquée par la nudité des sculptures des nymphes à l'entrée des carrières de marbre de Paros.
Ses lettres, publiées en 1926, peuvent être considérées comme l'équivalent au début du XIXe siècle des lettres de Lady Mary Wortley Montagu, autre épouse d'ambassadeur britannique à Constantinople. Leur condition féminine nous permet en effet de disposer de descriptions de lieux interdits aux hommes, comme le Sérail que visita Mary Nisbet.
De retour en Grande-Bretagne avant son époux, avec qui elle ne s'entendait pas, en partie à cause des travaux sur le Parthénon.

## Divorce
Elle eut une aventure avec Robert Ferguson of Raith.
Le divorce pour adultère, nécessita un Acte du Parlement après des procès devant les justices anglaise et écossaise (1807-1808). Cela causa un important scandale.
Elle épousa Robert Ferguson et devint Mary Nisbet Ferguson.